# T-Mobile Arena
A T-Mobile Arena egy többcélú fedett aréna Paradise-ban, Nevada államban, az Egyesült Államokban. 2016. április 6-án nyílt meg, és az NHL-ben szereplő Vegas Golden Knights jégkorongcsapat hazai pályájaként szolgál. Az aréna az MGM Resorts International és az Anschutz Entertainment Group (AEG) közös vállalkozásában épült, és a Las Vegas Stripen található, a New York-New York és a Park MGM kaszinószállodák mögött. Beceneve „The Fortress”, azaz „Az Erőd”.
A T-Mobile Arena számos sport- és szórakoztató eseménynek adott már otthont, beleértve koncerteket, díjátadó gálákat és szépségversenyeket. Emellett rendeztek már itt különféle küzdősport-eseményeket is, mint például MMA-t, bokszot és profi birkózást. Az MMA promóciós szervezete, az Ultimate Fighting Championship (UFC) 2017-ben hét évre szóló bérleti szerződést írt alá a T-Mobile Arenával, amelynek keretében évi négy eseményt rendeznek meg a helyszínen.

## Története
Az Anschutz Entertainment Group (AEG) először a Harrah’s Entertainmenttel közösen próbált arénát építeni Las Vegasban. 2007-ben a közös vállalkozás bejelentette, hogy egy 20 000 férőhelyes stadiont építenének a Bally’s és a Paris kaszinószállodák mögé. Korábban a Caesars Entertainment azt tervezte, hogy ugyanezen a helyszínen egy baseballpályát alakít ki, de miután a Harrah’s felvásárolta a céget, ezek a tervek meghiúsultak. A következő év során a Harrah’s bizonytalanná vált a projekt folytatását illetően: nem volt biztos abban, hogy az AEG hajlandó-e megosztani a költségeket, valamint abban sem, hogy érdemes-e egy első osztályú bajnokságoknak is megfelelő stadiont építeni úgy, hogy nincs garantált csapat, amely ott játszana — különösen a 2008-as pénzügyi válság idején. Az eredeti tervek szerint 2008 júniusában kezdődött volna az építkezés, 2010-es befejezéssel, de 2009-re kiderült, hogy a megakadt projekt még forgalmi tanulmányt sem készített, holott a helyszín egy forgalmas csomópontban helyezkedett el. 2010-re módosították a terveket, ekkor már az Imperial Palace mögötti területre tervezték az arénát. Azonban a finanszírozáshoz szükséges lett volna egy speciális adózási körzet kialakítása, és Clark megye ellenállása a közpénzek bevonása miatt tovább lassította a folyamatot. Az AEG végül 2012-re teljesen visszalépett, miután az MGM Resorts International előállt egy saját aréna-tervvel a New York-New York és Monte Carlo (ma Park MGM) hotelek mögötti területre — ez a megoldás elsősorban azért vonzotta az AEG-t, mert nem támaszkodott közpénzekre.
Az MGM és az AEG 2013. március 1-jén jelentették be közös arénatervüket. A következő hónapokban a tervek tovább bővültek, amikor bejelentették egy 100 millió dolláros gyalogos bevásárlóövezet, a The Park létrehozását, amely az aréna kapujaként szolgál majd. Az aréna tervezésére a neves sportépítészeti céget, a Populous-t kérték fel. A projekten részt vevő további cégek: az ICON Venue Group, a Thornton Tomasetti, az ME Engineers, a Penta Building Group és a Hunt Construction Group.
A projekt 2014. május 1-jén vette kezdetét, ekkor kezdődtek meg a földmunkák, majd a meglévő épületek bontása és az aréna számára egy ovális terület kiásása. Az épület utolsó acélgerendáját 2015. május 27-én helyezték a helyére.
2016 januárjában a T-Mobile US bejelentette, hogy több évre szóló szerződés keretében megszerezte az új aréna névhasználati jogát. Az aréna ünnepélyes megnyitóját 2016. április 6-án tartották, ahol a Las Vegas-i származású The Killers, Shamir és Wayne Newton adtak koncertet. Az aréna próba megnyitóján, 2016. március 31-én, Martina McBride és Cam countryénekesek léptek fel..
2016-ban a National Hockey League (NHL) egy Las Vegas-i tulajdonosi csoportnak ítélte oda az új bővítőcsapatot, Bill Foley vezetésével, melynek otthona a T-Mobile Arena lett. A csapat bérleti szerződésének részeként Foley opciót harcolt ki, hogy részesedést vásárolhasson az arénában az MGM-től és az AEG-től. Ezt az opciót 2016 szeptemberében érvényesítette, amikor mintegy 35 millió dollárért 15 százalékos tulajdonrészt szerzett az arénában.

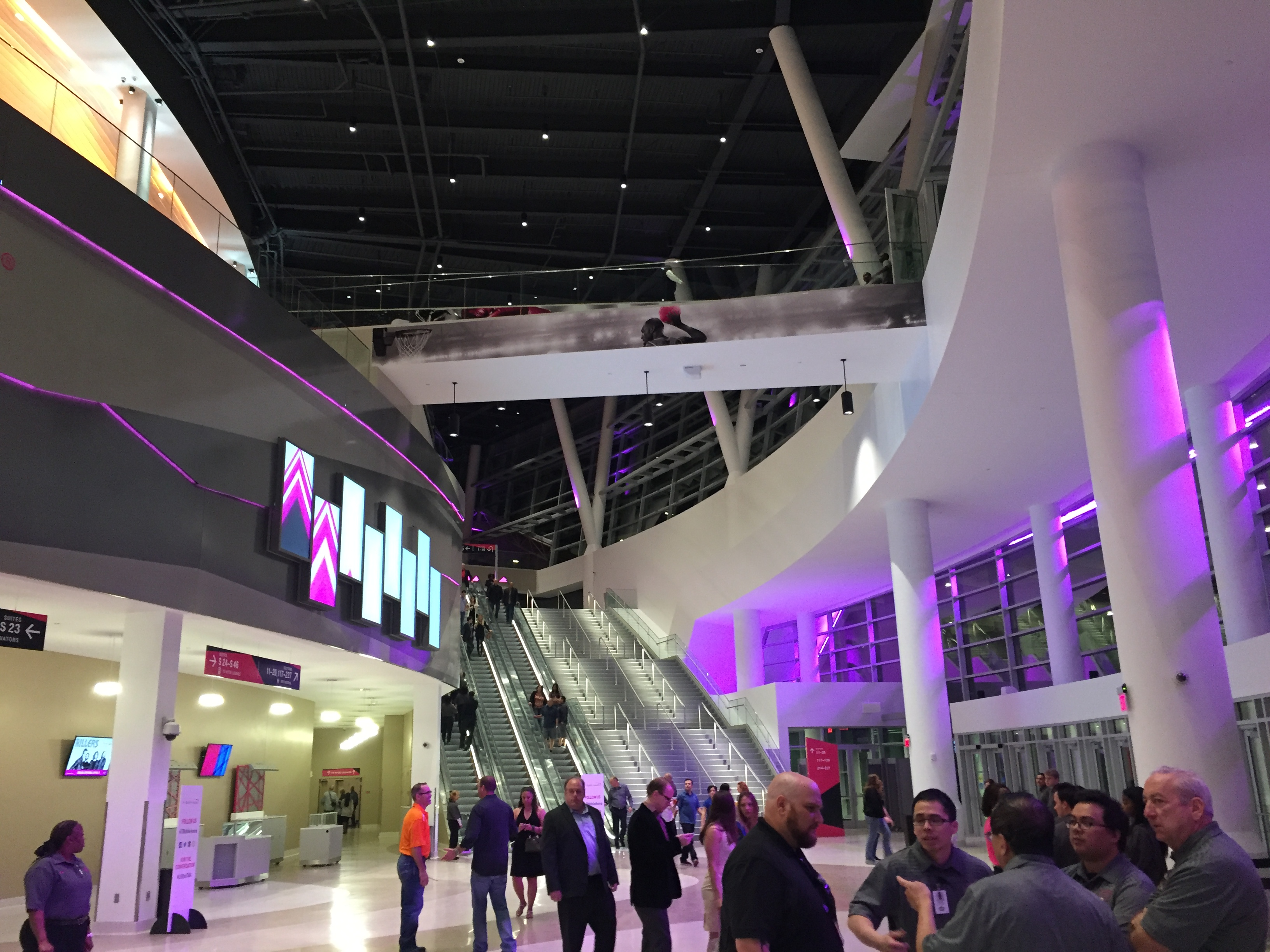
Az aréna belső tere, 2016. március 31-én
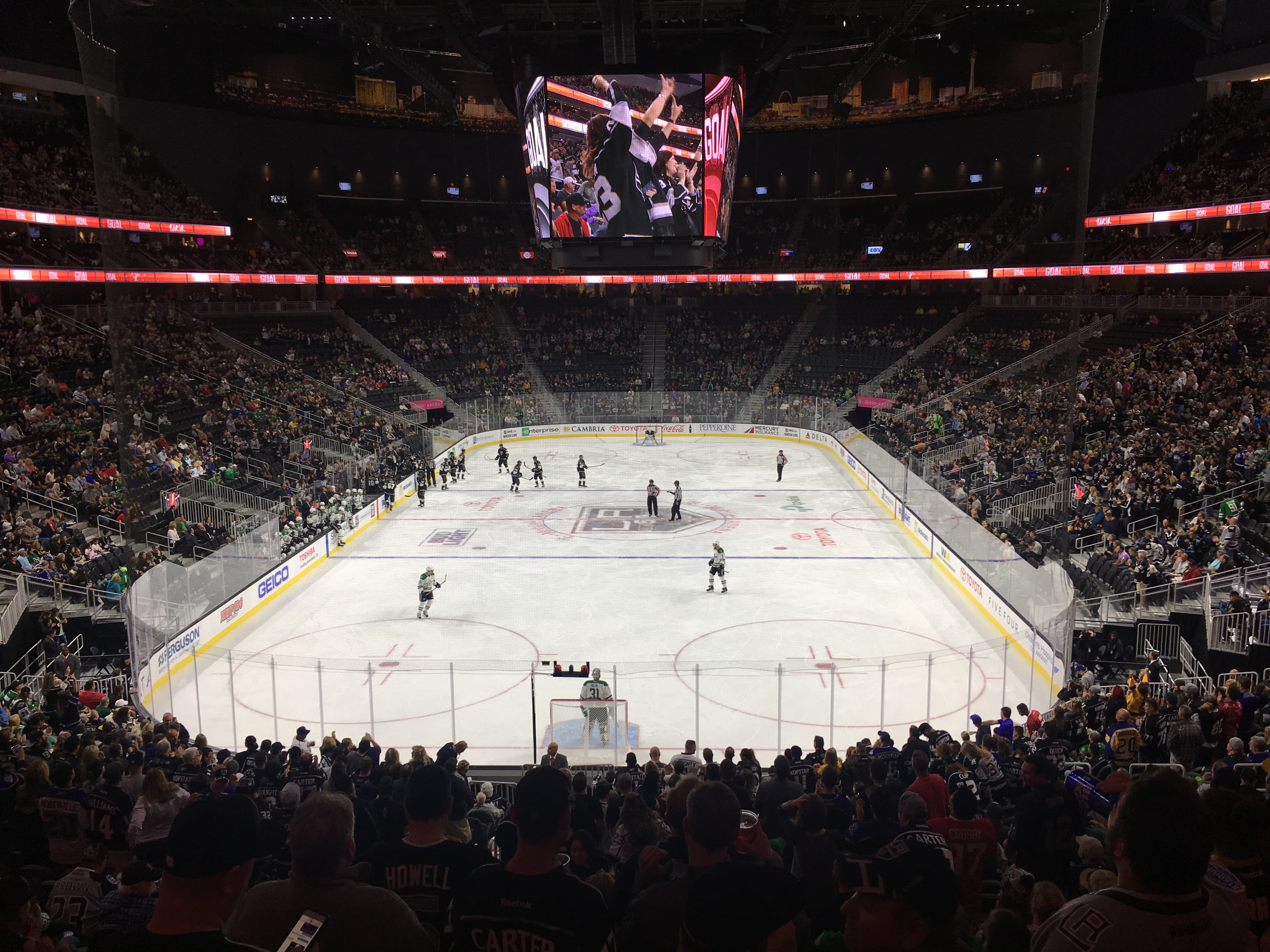
Belső tér egy jégkorongmérkőzés alatt
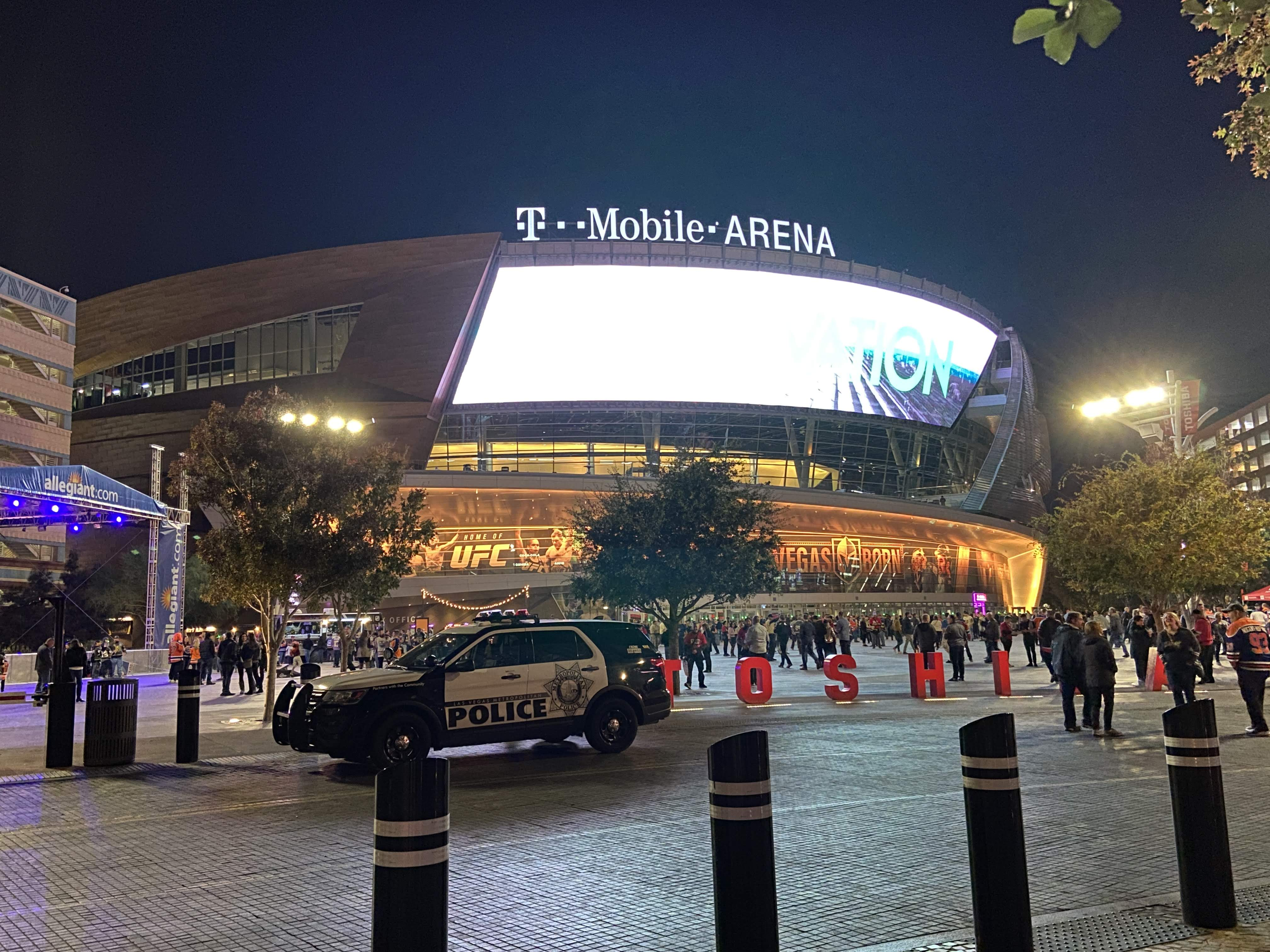
A T-Mobile Arena éjszaka
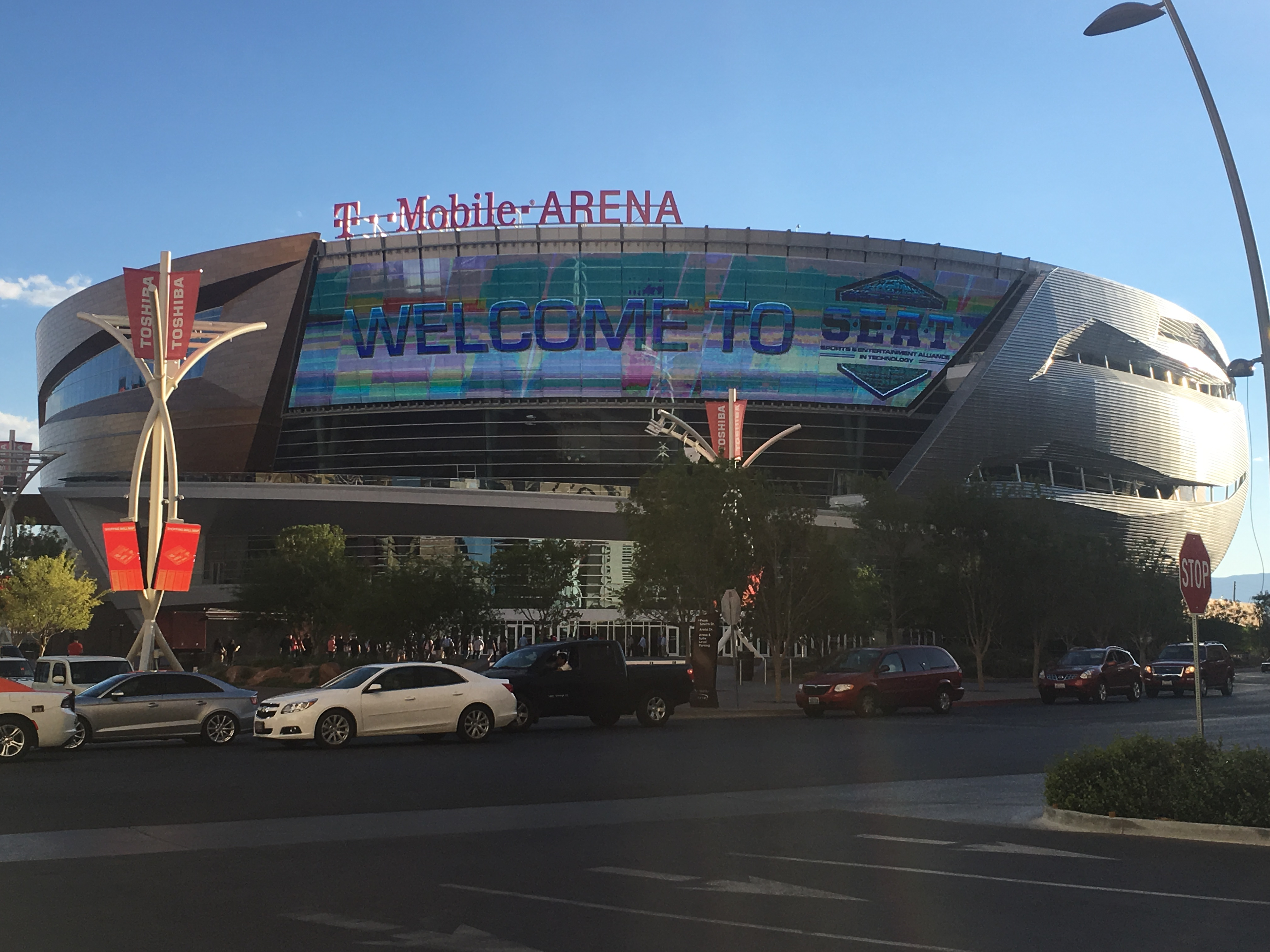
A T-Mobile Arena

## Lásd még
- Allegiant Stadion
- Sphere

## Fordítás
Ez a szócikk részben vagy egészben  a   T-Mobile Arena című angol Wikipédia-szócikk fordításán alapul.  Az eredeti cikk szerkesztőit annak laptörténete sorolja fel. Ez a jelzés csupán a megfogalmazás eredetét és a szerzői jogokat jelzi, nem szolgál a cikkben szereplő információk forrásmegjelöléseként.